# Нагірник прибережний
Нагірник прибережний (Monticola imerina) — вид горобцеподібних птахів родини мухоловкових (Muscicapidae). Ендемік Мадагаскару. Раніше цей вид відносили до роду Нагірник (Pseudocossyphus), однак за результатами молекулярно-генетичного дослідження його було переведено до роду Скеляр (Monticola)

## Опис

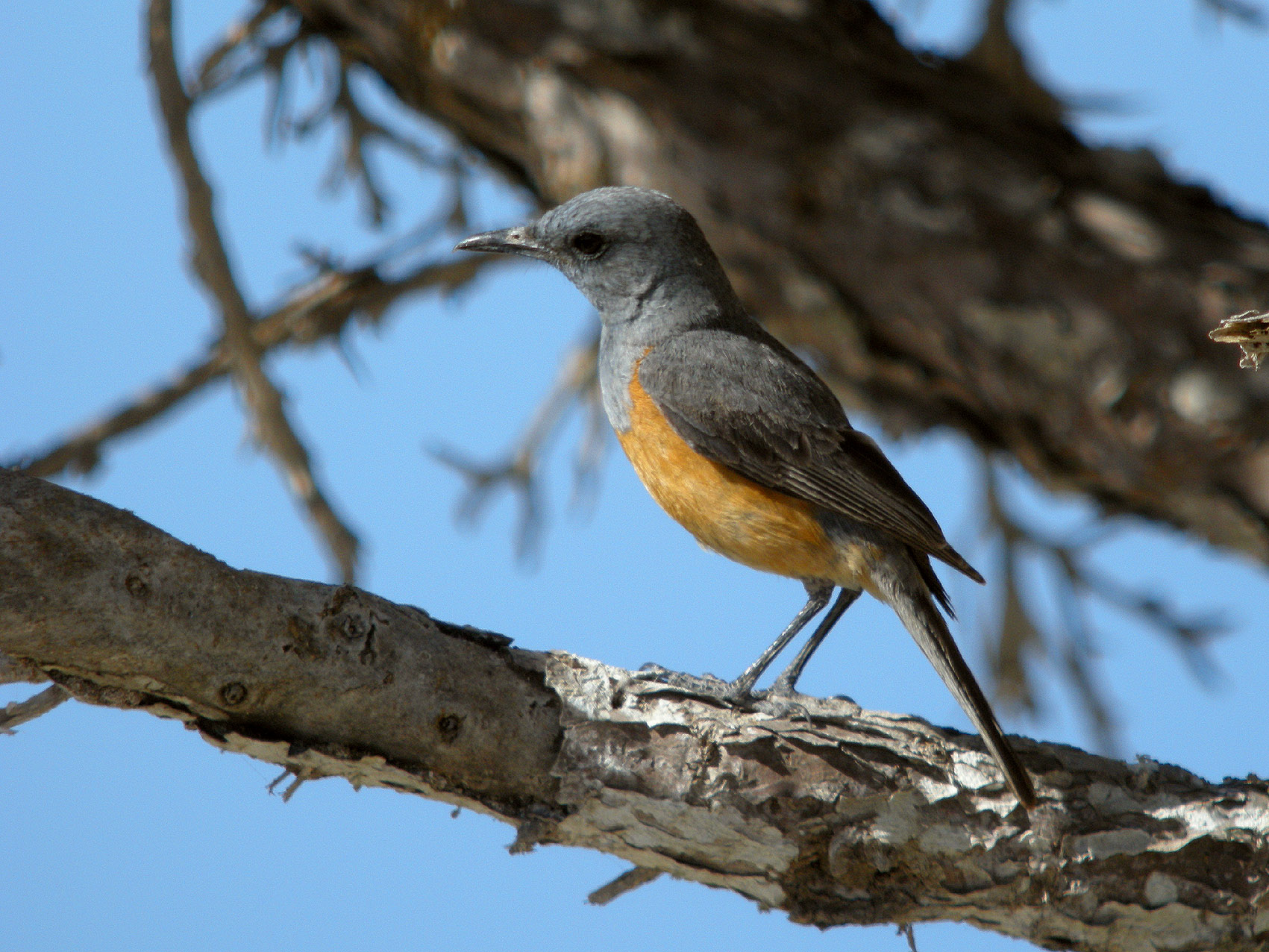
Самець прибережного нагірника

Довжина птаха становить 16 см. Виду притаманний статевий диморфізм. У самців голова, шия, крила і спина сіруваті, нижня частина тіла оранжево-руда, гузка білувата з оранжевим відтінком. Самиці мають дещо блідіше забарвлення, нижня частина тіла у них білувата, легко поцяткована коричневими смужками, стернові пера темно-сіро-коричневі, надхвістя блідо-оранжево-руде.

## Поширення і екологія
Прибережні камінчаки мешкають на південному і південно-західному узбережжі Мадагаскару, від річки Онілахі до озера Аноні, що на заході від міста Толанаро. Вони живуть в чагарникових заростях, зокрема в заростях молочаю, що ростуть на прибережних дюнах. Зустрічаються на висоті до 200 м над рівнем моря. Живляться комахами та іншими безхребетними, яких шукають на землі, а також ягодами. Сезон розмноження триває з жовтня по лютий. Гніздо чашоподібне, робиться з лишайників, моху, гілочок, корінців і рослинних волокон, розміщується на дереві між гілок, на висоті від 1,5 до 3 м над землею. В кладці 2-3 бірюзових яйця. Інкубаційний період триває 18 днів. Під час гніздування самець облаштовує і захищає гніздову територію, а самиця будує гніздо і насиджує кладку. За пташенятами доглядають і самиці, і самці.